# Eois snellenaria
Eois snellenaria là một loài bướm đêm trong họ Geometridae.